# Сидоренко, Иван Ильич
Иван Ильич Сидоренко (1907—1984) — младший сержант Рабоче-крестьянской Красной Армии, участник Великой Отечественной войны, Герой Советского Союза (1944).

## Биография
Иван Сидоренко родился 19 октября 1907 года в Купянске. После окончания начальной школы работал сначала на кирпичном заводе, затем в механической мастерской. В октябре 1941 года Сидоренко был призван на службу в Рабоче-крестьянскую Красную Армию. С ноября того же года — на фронтах Великой Отечественной войны.
К сентябрю 1943 года младший сержант Иван Сидоренко командовал отделением 1-й стрелковой роты 248-го стрелкового полка 31-й стрелковой дивизии 46-й армии 2-го Украинского фронта. Отличился во время битвы за Днепр. В ночь с 26 на 27 сентября 1943 года отделение Сидоренко переправилось через Днепр в районе села Сошиновка Верхнеднепровского района Днепропетровской области Украинской ССР и приняло активное участие в боях за захват и удержание плацдарма на его западном берегу. В критический момент боя Сидоренко заменил собой выбывшего из строя командира взвода и возглавил отражение немецких контратак. 25 октября 1943 года взвод под руководством Сидоренко успешно ворвался в село Кринички той же области, что способствовало успешному его освобождению.
Указом Президиума Верховного Совета СССР от 22 февраля 1944 года за «образцовое выполнение боевых заданий командования на фронте борьбы с немецкими захватчиками и проявленные при этом отвагу и геройство» младший сержант Иван Сидоренко был удостоен высокого звания Героя Советского Союза с вручением ордена Ленина и медали «Золотая Звезда» за номером 5245.
В последующих боях Сидоренко получил тяжёлое ранение и после выписки из госпиталя был демобилизован. Проживал и работал в родном городе. Скончался 6 сентября 1984 года.
Был также награждён рядом медалей.